# ليندا هدسون
ليندا هدسون (بالإنجليزية: Linda Hudson)‏ هي مسيرة أعمال أمريكية، ولدت في 22 أغسطس 1950.